# El pastor de Fílida
El pastor de Fílida (Madrid, 1582) es una novela pastoril y roman à clef / novela en clave en siete libros, compuesta por el escritor áureo español Luis Gálvez de Montalvo.

## Ediciones
Alcanzó un éxito impresionante a escala hispánica y europea: se reimprimió algo retocada en Lisboa (1589), Madrid (1590 y 1600) y Barcelona (1613). Cervantes, en el escrutinio de la biblioteca de Don Quijote, la calificó de "joya preciosa", alabó sus modelos de "discreta cortesanía" y la salvó de la hoguera; en el "Canto de Calíope" incluido en La Galatea ya había alabado a su autor. Por estos elogios la reimprimió en 1792 el ilustrado Juan Antonio Mayáns, hermano de Gregorio, con un erudito prólogo. También tuvo una edición decimonónica en el tomo VII de la Nueva Biblioteca de Autores Españoles dirigida por Marcelino Menéndez y Pelayo, en 1907 Miguel Ángel Martínez San Juan intentó una edición crítica en su tesis doctoral (1999), publicada en 2003 y rectificada en 2006. La edición última y más acreditada es la de Julián Arribas Rebollo (Valencia: Albatros Hispanófila, 2006), que es una edición crítica más completa.
La novela está dedicada a don Enrique de Mendoza y Aragón, que aparece también como personaje de la obra bajo el nombre de "Mendino".

## Contenido
Su acción se desarrolla en las orillas del Tajo, seguramente cerca de Toledo, y cuenta los amores del autor, bajo la máscara del pastor Siralvo, por Fílida, paralelamente a los de su señor, Mandivo, por Elisa. Es, pues, como tantas novelas pastoriles, un roman à clef, una novela en clave, donde cada personaje encubre a una persona real, algo habitual en las églogas pastoriles de la literatura bucólica desde que Virgilio recurrió a estos procedimientos. Fue el crítico sevillano Francisco Rodríguez Marín quien descifró todas las alusiones en un trabajo clásico sobre esta obra.
Posee esta obra buenos versos, entre ellos el "Canto de Erión", que consiste en una especie de alabanza a las damas de la Corte, y una égloga representable. Pero son mejores aún las composiciones en versos cortos, en los que incluso sobrepuja a Jorge de Montemayor. El libro sexto incluye una discusión literaria entre defensores de la escuela castellanista y la escuela italianizante en poesía lírica que resulta de interés para la historia literaria de Castilla. Indudable es que tuvo que defenderse del idealismo de la estética renacentista frente al realismo tradicional de la estética castellana, recurriendo a la ironía:

Posible cosa será que mientras yo canto las amorosas églogas, que sobre las aguas del Tajo resonaron, algún curioso me pregunte entre estos amores y desdenes, lágrimas y canciones, ¿cómo por montes y prados tan poco balan cabras, ladran perros, aúllan lobos? ¿Dónde pacen las ovejas? ¿A qué hora se ordeñan? ¿Quién les tinta la roña? ¿Cómo se regalan las paridas? Y finalmente, todas las demás importancias del ganado. A eso digo que, aunque todos se incluyen en el nombre pastoral, los rabadanes tenían mayorales, los mayorales pastores y los pastores zagales que bastantemente los descuidaban. El segundo objeto podrá ser el lenguaje de mis versos; también darán mis pastores mi desculpa con que todos ellos saben que el ánimo del amado mejor se mueve con los conceptos del amador que con las hojas de 1os árboles. La tercera duda podrá ser si es lícito donde también parecen los amores escritos en los troncos de las plantas, que también haya cartas y papeles, cosa tan desusada entre los silvestres pastores. Aquí respondo que el viejo Sileno merece el premio o la pena, que como vido el trabajo con que se escribía en las cortezas, invidioso de las ciudades, hizo molino en el Tajo donde convirtió el lienzo en delgado papel y de las pieles del ganado hizo el raso pergamino, y con las agallas del robre y goma del ciruelo, y la carcoma del pino, hizo la tinta y cortó las plumas de las aves, cosa a que los más pastores fácilmente se inclinaron (Luis Gálvez de Montalvo, El pastor de Fílida, lib. VI)

Gálvez incluye ya en los versos largos alardes manieristas de técnica y rima, por más que defienda sobre el verso largo italiano el ingenio vivaz del verso corto y su llaneza castellana:

Recitando versos proprios y ajenos, Batto loando el italiano, Silvano el español [...] cuando Batto decía un soneto lleno de musas, Silvano una glosa llena de amores y, no quitándole su virtud al endecasílabo, todos allí se inclinaron al castellano, porque, puesto caso que la autoridad de un soneto es grande y digno de toda la estimación que le puede dar el más apasionado, el artificio y gracia de una copla, hecha de igual ingenio, los mismos toscanos la alaban sumamente, y no se entiende que les falta gravedad a nuestras rimas, si la tiene el que las hace, porque siempre o por la mayor parte las coplas se parecen a su dueño. Y allí dijo Mendino algunas de su quinto abuelo, el gran pastor de Santillana, que pudieran frisar con las de Títiro y Sincero. ¿Y quién duda -dijo Siralvo- que lo uno o lo otro pueda ser malo o bueno? Yo sé decir que igualmente me tienen inclinado; pero conozco que a nuestra lengua le está mejor el proprio, allende de que las leyes del ajeno las veo muy mal guardadas cuando suena el agudo, que atormenta como instrumento destemplado; cuando se reiteran los consonantes, que es como dar octavas en la música; la ortografía, el remate de las canciones, pocos son los que lo guardan; pues un soneto que entra en mil epítetos y sale sin concepto ninguno y tiénese por esencia que sea escuro y toque fábula; y andarse ha un poeta desvanecido para hurtar un amanecimiento o traspuesta del sol del latino o del griego, que aunque el imitar es bueno, el hurtar nadie lo apruebe que, en fin, cuesta poco. Pues que tras un vocablo exquisito o nuevo al gusto de decirle, le encajaran donde nunca venga, y de aquí viene que muchos buenos modos de decir por tiempo se dejan de los discretos, estragados de los necios, hasta desterrallos con enfado de su prolija repetición (L. Gálvez de Montalvo, íd., íd.).

En cuanto a su prosa, para Marcelino Menéndez y Pelayo «es una de las novelas pastoriles mejor escritas, aunque sea la menos bucólica de todas», puesto que anuncia ya la novela cortesana. Un incipiente conceptismo, sutil y amanerado pero de buen gusto, se percibe en su estilo, que por ello puede estimarse ya manierista. Su editor moderno, Miguel Ángel Martínez San Juan, sostiene contra la parte mayor de la crítica que existe neoplatonismo en la obra, pero completamente asimilado, por lo que no pueden rastrearse las fuentes habituales del mismo que aparecen en otras novelas pastoriles. Existe el amor neoplatónico tal y como lo teorizó Marsilio Ficino y diversos tratados posteriores, pero sin plagios ni traducciones de pasajes de tratadistas; este tipo de amor neoplatónico bebe además de otras fuentes como la stilnovista, la cancioneril o la recogida por la novela sentimental, sin descuidar tampoco El Cortesano de Baltasar de Castiglione.
Por otra parte, singulariza también a esta novela la ausencia de relatos intercalados.